# Vera Lucia Gonzalez Teixeira
Vera Gonzalez, quinta Presidente da Academia Brasileira de Belas Artes, filha de imigrantes, da Itália, por parte de mãe — família dos Caputch e da Espanha — família dos González. Por parte de pai, da Família dos Teixeiras, que é uma das mais antigas e qualificadas de Portugal. Artista plástica, titular da Cadeira de Grau 34 da Academia Brasileira de Belas Artes - Patronímica AGOSTINHO JOSÉ DA MOTTA .
Graduada pela Faculdade de Medicina de Valença, em 1975, com especialização em Anatomia Patológica e Pós-graduação em Medicina do Trabalho. Coordenou campanhas de Vacinação pela Secretaria de Saúde do Município do Rio de Janeiro e foi Assessora do Diretor na Unidade de Saúde, Manoel Arthur Villaboin, Paquetá, onde atuou também como Diretora de Divisão Médica e Diretora Geral da Unidade. Foi Diretora do Centro Municipal de Saúde Ernani Agrícola em Santa Tereza e Médica do Tribunal de Contas do Município do Rio de Janeiro, onde auxiliou na composição e implementação do Serviço Médico daquela Casa.
É Membro Honorário da ACONBRAS – Associação dos Cônsules Honorários no Brasil . Participou de várias exposições individuais e coletivas, nacionais e internacionais, onde conquistou diversas medalhas de ouro, prata, bronze, palhetas de ouro, Menções de Honra, melhor obra do salão e conquista do Prêmio de Nobilíssimo, conferido pela APPA – Artistas Plásticos Profissionalizantes Associados, considerado a Obra de Arte Perfeição Universal. 
Participou em diversas revistas de arte, catálogos, anuários e agendas de arte. É também membro de diversas academias de letras e artes do Rio de Janeiro, Portugal, ACLAL – Academia de Letras e Artes Lusófonas, cadeira 27, Patronímica de Carlos Reis, São Paulo (Águas de Lindóia e Itapira), Argentina e França. Titular da Academia Nacional de Letras e Artes, Cadeira 49. Comendadora Grã Colar e Administradora da FALASP  – Federação das Academias de Letras e Artes do Estado de São Paulo. Presidente do Núcleo de Belas Artes da Academia de Letras da Mantiqueira e Dama Comendadora da Ordem Imperatriz Leopoldina do Instituto Cultural da Fraternidade Universal  – ICFU/SP. Membro (comendadora) da Ordem do Mérito Pero Vaz de Caminha, sendo, ainda, detentora de inúmeras condecorações oficializadas e cadastradas no Exército Brasileiro.